# Хайнрих I (Мюнстерберг-Оелс)
Вижте пояснителната страница за други личности с името Хайнрих I.
Хайнрих I фон Мюнстерберг Стари (на немски: Heinrich der Ältere von Münsterberg, Heinrich I von Münsterberg, Heinrich I von Oels; на чешки: Jindřich starší z Minstrberka, Jindřich starší z Poděbrad; * 1448; † 1498, Глац) от династията Подебради, е имперски граф и граф на Глац и херцог на Мюнстерберг-Оелс в Силезия, също през 1465 – 1472 г. херцог на Тропау. Известно време той е ландесхауптман и щатхалтер на Бохемия.

## Живот
Той е третият син на Иржи от Подебради (1420 – 1471), крал на Бохемия (упр. 1458 – 1471), и първата му съпруга Кунигунда от Щернберг (1425 – 1449). По-големите му братя са Бочек IV (1442 – 1496) и Викторин (1443 – 1500). Брат е и на Катерина, от 1461 г. съпруга на крал Матиаш Унгарски. Полубрат е на Хайнрих Млади (1452 – 1492) и на Людмила, от 1474 г. съпруга на Фридрих I, херцог на Легница от род Пясти.
На 7 декември 1462 г. император Фридрих III номинира Хайнрих I имперски граф заедно с по-малкия му полубрат Хайнрих Млади.
Хайнрих I се жени на 9 февруари 1467 г. в Егер за Урсула (1450 – 1508), дъщеря на Албрехт Ахилес, курфюрст на Бранденбург, и първата му съпруга Маргарета фон Баден. Хайнрих I и съпругата му основават през 1475 г. францисканския манастир „Св. Георг“ в Глац, който става домашен манастир на фамилията. След смъртта му той е погребан там.

## Деца
Хайнрих I и Урсула имат осем деца:
- Албрехт I (1468 – 1511), херцог на Мюнстерберг-Оелс
- Георг I (1470 – 1502), херцог на Мюнстерберг-Оелс
- Йохан (1472 – 1497)
- Маргарета (1473 – 1530), ∞ 1494 княз Ернст фон Анхалт-Цербст (1454 – 1516)
- Карл I Албрехт (1476 – 1536), херцог на Мюнстерберг-Оелс
- Лудвиг (1478 – 1489)
- Магдалена (1482 – 1513)
- Сидония/Зденка (1483 – 1522), ∞ 1515 Улрих фон Хардег († 1535)